# خار زردک
خار زردک، زردخار (نام علمی: Picnomon) نام یک سرده از تیره کاسنیان است.